# Campeonato Asiático de Balonmano Masculino de 2012
El Campeonato de Balonmano Masculino de Asia de 2012 se celebró en Yeda, Arabia Saudita, desde el 26 de enero al 4 de febrero de 2012. Este campeonato sirvió como ronda de calificación para el Mundial de Balonmano de 2013 en España. El ganador fue Corea del Sur.

## Grupos
| Grupo A                                  | Grupo B                                                       |
| ---------------------------------------- | ------------------------------------------------------------- |
| Corea del Sur Japón Irán Jordania Kuwait | Baréin Arabia Saudita Catar Emiratos Árabes Unidos Uzbekistán |